# Алкивиад
Алкивиа́д  (др.-греч. Ἀλκιβιάδης; около 450 года до н. э., Афины — 404 год до н. э., Фригия) — древнегреческий государственный деятель, оратор и полководец времён Пелопоннесской войны (431—404 годы до н. э.).
Был гражданином Афин, принадлежал к аристократическому роду Саламиниев. Рано потерял отца и воспитывался в доме дяди — Перикла, лидера афинского полиса. Алкивиад стал одним из наиболее видных представителей афинской «золотой молодёжи». Некоторое время он был близок к Сократу, но не воспринял его философию. Активную политическую деятельность начал уже после смерти Перикла в качестве противника Никиева мира и сторонника возобновления боевых действий против Спарты. Став стратегом (в 420 году до н. э.), Алкивиад круто изменил внешнюю политику Афин. В 418 году до н. э. он создал новую антиспартанскую коалицию, которая, однако, распалась после поражения в битве при Мантинее. Алкивиад инициировал и возглавил масштабную Сицилийскую экспедицию, но на полпути был отозван в Афины из-за дела гермокопидов. Чтобы избежать суда, он перешёл на сторону Спарты, после чего был заочно приговорён согражданами к смерти (415 год до н. э.).
Алкивиад дал спартанцам несколько ценных советов, которыми Спарта воспользовалась и которые едва не привели Афины к полному поражению в войне. Алкивиад приобрёл большой авторитет в Спарте, и некоторые из его завистников попытались его убить. Алкивиад сбежал к персидскому сатрапу Тиссаферну и затем с его помощью прибыл на Самос, где базировался афинский флот. Моряки избрали его стратегом. С 411 года до н. э. начинается серия побед Алкивиада, в результате которой перевес в Пелопоннесской войне был на стороне Афин. Вернувшись на родину в 407 году до н. э., он был назначен стратегом-автократором (главнокомандующим армии и флота). После поражения, которое потерпел афинский флот в его отсутствие, Алкивиад вынужден был отправиться в изгнание во Фракию, а затем в Персию. В 404 году до н. э., после победы Спарты в Пелопоннесской войне, он был убит по приказу сатрапа Фарнабаза, которого попросили об этом Критий и Лисандр.

## Происхождение и ранние годы

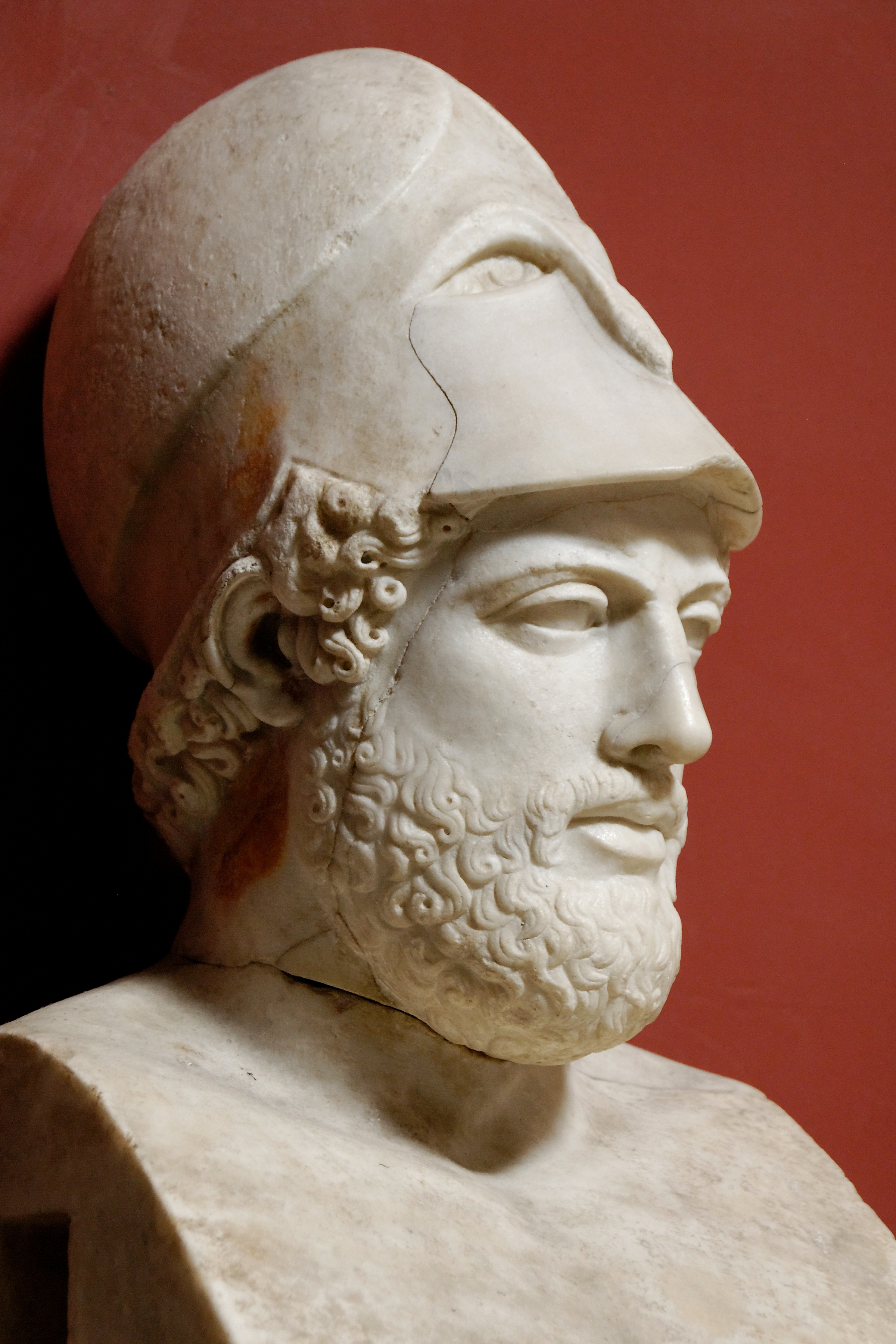
Перикл, двоюродный дядя Алкивиада

Алкивиад принадлежал к древней аттической аристократии, возводившей свою генеалогию к мифологическим героям. Его предками считались легендарные цари острова Саламин из семьи Эакидов Аякс Теламонид (правнук Зевса, двоюродный брат Ахилла, герой «Илиады») и сын Аякса Еврисак, перебравшийся из своего царства в Афины. Надёжной информации о том, как этот род назывался в историческую эпоху, в сохранившихся источниках нет. В историографии звучали варианты Евпатриды, Еврисакиды и др.; благодаря эпиграфическим источникам появились аргументы в пользу варианта Саламинии, но существует мнение, что чёткого названия могло не быть вообще.
В этой семье из поколения в поколение передавались имена Алкивиад и Клиний. Фукидид называет первое из них лаконским по происхождению и связывает его появление в Афинах с ксеническими связями между аристократией Аттики и Спарты. Согласно одной из гипотез, предки Алкивиада могли перебраться в Аттику из Лаконики. Они были приписаны к дему Скамбониды в городской черте Афин, а семейные владения располагались в деме Эрхия. Прапрадед Алкивиада (по версии Исократа — прадед), носивший то же имя, был соратником афинского реформатора Клисфена и участвовал в изгнании Писистратидов в 510 году до н. э. Его сын Клиний в 480 году до н. э. отличился в сражении с персами при Артемисии, командуя снаряженной на собственные деньги триерой. Сын последнего, Алкивиад Старший, примерно в 460-х годах до н. э. был подвергнут остракизму из-за своего лаконофильства и ушёл в изгнание (смог ли он вернуться через 10 лет или умер на чужбине — неизвестно).
Сын Алкивиада Старшего Клиний восстановил позиции семьи благодаря близости к Периклу — выдающемуся политику-аристократу, главе демократической «партии». Женой Клиния и матерью Алкивиада стала Диномаха, представительница рода Алкмеонидов — одного из самых знатных и влиятельных родов Аттики, происходившего, по разным мнениям, от местных автохтонов или от Нелеидов, царей Пилоса в Мессении. Она была дочерью Мегакла, сына Гиппократа, и внучкой Клисфена, а Периклу приходилась двоюродной сестрой и свояченицей как сестра его первой жены. Из-за такого происхождения современные исследователи нередко причисляют Алкивиада к Алкмеонидам, хотя с этим согласны не все.
После Алкивиада в семье родился ещё один сын, Клиний. В 447 году до н. э., когда Алкивиаду было около трёх лет, его отец погиб в битве при Коронее. Опекунами мальчиков стали их двоюродные дяди Перикл и Арифрон.
Ещё в детстве и юности Алкивиад проявил себя как блестяще одарённую личность. Он рос в обстановке всеобщего почитания и восхищения и был известен во всём городе. В таких условиях он вырос крайне избалованным и развращённым. Он вёл экстравагантную жизнь, состоящую из пьяных кутежей и беспорядочных любовных связей. Плутарх в жизнеописании Алкивиада описал некоторые его проделки.
«Как-то раз Алкивиад ударил Гиппоника, отца Каллия, — мужа родовитого и богатого, а потому пользовавшегося большим влиянием и громкою славой, — ударил не со зла и не повздоривши с ним, а просто для потехи, по уговору с приятелями. Слух об этой наглой выходке распространился по городу и, разумеется, был встречен всеобщим негодованием, Алкивиад же, едва рассвело, пришел к дому Гиппоника, постучался, предстал перед хозяином и, сбросив с плеч гиматий, предал себя в его руки, чтобы самому претерпеть побои и понести заслуженную кару. Гиппоник простил его и забыл обиду, а впоследствии даже отдал ему в жены свою дочь Гиппарету».

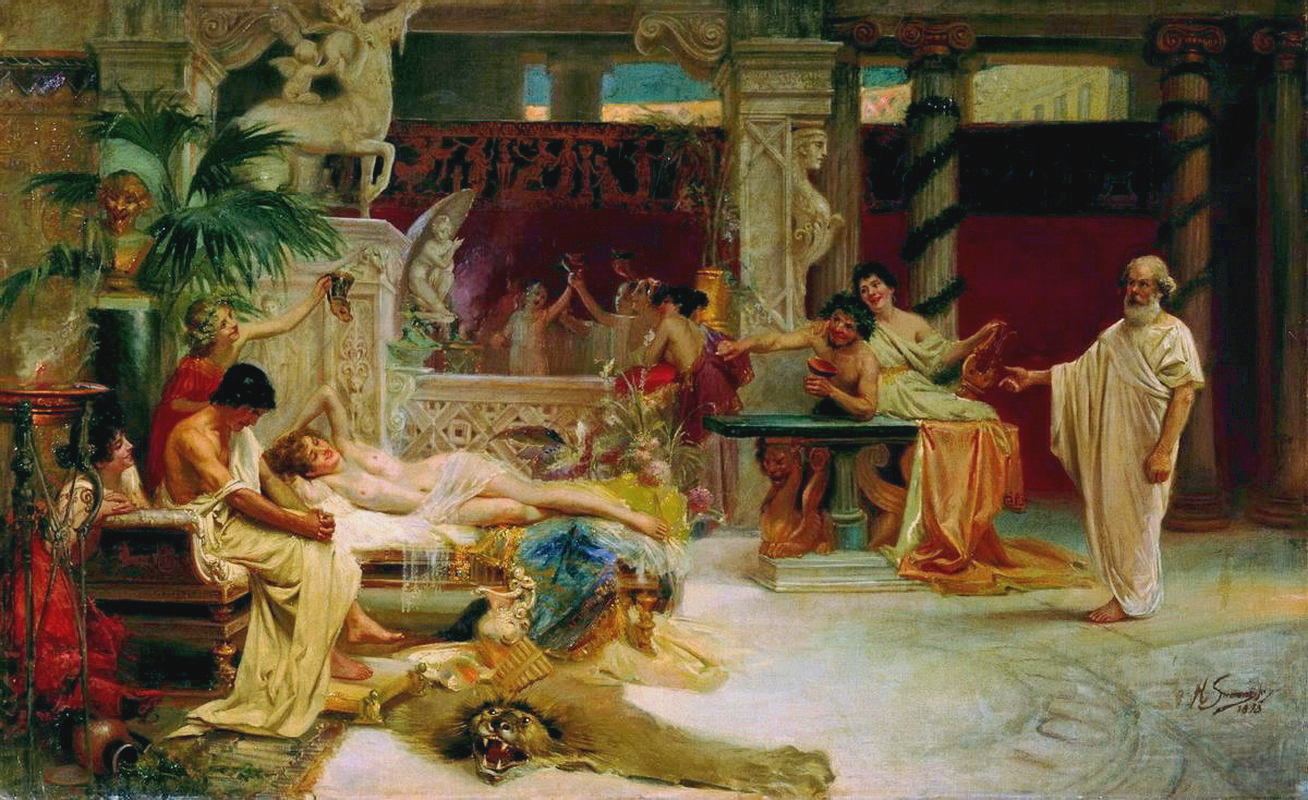
Г. Семирадский. Сократ застаёт своего ученика Алкивиада у гетеры

Гиппоник выдал за него замуж свою дочь Гиппарету. Однако этот брак не был счастливым. Гиппарета ушла от Алкивиада к своему брату Каллию и хотела подать на развод, но Алкивиад остановил её. Вскоре жена Алкивиада умерла.
Для завоевания славы и престижа Алкивиад принимал на себя литургии — общественные повинности, налагавшиеся на наиболее состоятельных граждан в пользу государства: триерархии, хорегии и эпидосисы. Он активно и успешно участвовал в общегреческих спортивных соревнованиях, точнее, в колесничих бегах на разных соревнованиях — Немейских, Пифийских, Панафинейских и Олимпийских играх.
Юный Алкивиад много общался с софистами. Большое значение также имели его отношения с Сократом. В 432 году до н. э. они оба участвовали в осаде Потидеи. В одной из битв с осаждёнными Сократ спас Алкивиада от смерти. Спустя восемь лет, в битве при Делии, Алкивиад, служивший в коннице, пришёл на помощь Сократу, отступавшему под натиском фиванцев в рядах гоплитов.

## Начало политической деятельности
В политической деятельности Алкивиад стал вождём гетерии. Гетерии — объединения нескольких десятков граждан во главе с харизматическим лидером — были в то время главным инструментом политической борьбы.

Карта Греции к началу Пелопоннесской войны (431 г. до н. э.)

Активная политическая деятельность Алкивиада началась в 420 году до н. э. Он выступил решительным противником Никиева мира со Спартой и сторонником возобновления военных действий. При этом им руководили личные причины. Алкивиад был недоволен тем, что спартанцы вели переговоры не через него, хотя он был спартанским проксеном, а через Никия. Так началась ещё и политическая борьба Алкивиада и Никия. Никий был сторонником мира со Спартой, Алкивиад — сторонником войны. Алкивиад завидовал Никию и его авторитету.
В том же году он был избран стратегом и пять лет подряд переизбирался на эту должность. Находясь в этой должности, он уже в первый год стратегии смог круто изменить внешнюю политику Афин. Бывшей популярной ранее тенденции к мирным отношениям со Спартой он предпочёл вражду с ней. Для этого он начал искать союзников на Пелопоннесе. Ему удалось заключить союз с Аргосом, извечным врагом Спарты. Затем к этому союзу присоединились ещё два бывших спартанских союзника — Мантинея и Элида.
Создание этой коалиции было первым крупным дипломатическим успехом Алкивиада. Союз позволял Афинам создать плацдарм на Пелопоннесе и подчинять своему влиянию другие города. В то же время Никиев мир по-прежнему был в силе, и ситуация складывалась двусмысленной. Чтобы прояснить ситуацию, спартанцы отправили послов в Афины. Однако Алкивиад дискредитировал послов перед народным собранием и сорвал их миссию. Никий с большим трудом отговорил спартанцев от немедленного разрыва мирного договора.
В 419 году до н. э. афиняне по инициативе Алкивиада обвинили спартанцев в нарушении условий мира и объявили их агрессорами, хотя на самом деле всё было наоборот. В 418 году до н. э. войска коалиции (Аргос, Мантинея, Аркадия, Афины) были наголову разбиты в битве при Мантинее; в городах Пелопоннеса восторжествовали сторонники союза со Спартой, и установилась олигархия. Демократический альянс распался, а большинство его членов вновь вошли в Пелопоннесский союз.
В 416 году до н. э. афиняне попытались подчинить нейтральный остров Мелос, населённый дорийцами, а после их отказа вступить в союз начали военную кампанию против Мелоса. Мелосцы после длительной осады сдались. Афинское народное собрание постановило перебить всех взрослых мужчин-жителей острова и обратить в рабство женщин и детей, а на острове поселить афинских колонистов. Инициатором этой меры был, по некоторым сведениям, Алкивиад.
В том же году Алкивиад одержал блестящую победу на Олимпийских играх. Он выставил на состязания семь колесниц и занял сразу первое, второе и третье места. Победителем в колесничих бегах считался не возничий, а владелец упряжки. Поэтому один человек мог занять сразу несколько первых мест. После этой победы Алкивиад стал чуть ли не самым знаменитым человеком во всей Греции.
Противостояние Никия и Алкивиада привело к последнему остракизму в афинской истории. Остракофория была проведена по инициативе демагога Гипербола. И Никий, и Алкивиад достигли в полисе влиятельного положения, которое могло показаться народу опасным. По замыслу Гипербола, афиняне должны были изгнать или Алкивиада, или Никия. Однако они «сговорились и, объединив силы своих сторонников, обратили остракизм против самого Гипербола». Именно такой исход оказал решающее влияние на прекращение практики остракизма. Точная дата остракофории неизвестна. Из биографий Плутарха можно узнать, что эта остракофория произошла в период между битвой при Мантинее (418 г. до н. э.) и началом Сицилийской экспедиции (415 г. до н. э.). То есть, остракофория произошла весной 417, 416 или 415 года до н. э. Наиболее популярной в историографии была дата 417 г. до н. э. на основании данных из исторического труда Феопомпа. Фукидид упоминает об остракизме Гипербола, рассказывая о его убийстве в 411 году до н. э. Сам факт сговора Никия и Алкивиада подвергается сомнению современными историками. Сторонники Никия и Алкивиада, даже объединившись, не могли повлиять на исход голосования ввиду своей малочисленности (это бы дало в сумме лишь 100—150 голосов). Таким образом, должно было произойти какое-то событие, побудившее большинство афинян проголосовать за остракизм Гипербола.

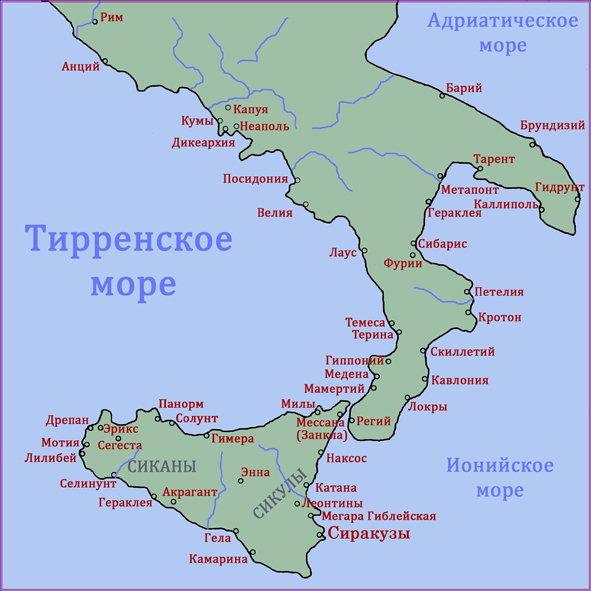
Сицилия и Южная Италия в древности

Зимой 416/415 г. до н. э. в Афины прибыли послы из сицилийского города Эгесты. Они просили военной помощи афинян. Афиняне положительно отнеслись к этому предложению и отправили послов на Сицилию. В феврале или марте афинское посольство возвратилось в Афины. Вскоре состоялось Народное собрание. На нём было принято решение отправить на Сицилию трёх стратегов-автократоров: Алкивиада, Никия и Ламаха. Алкивиад выступал самым решительным сторонником Сицилийской экспедиции. Никий, напротив, считал экспедицию «трудным делом» и уговаривал афинян отказаться от этой идеи. Однако на этом собрании Никий никак не воспротивился решению назначить его стратегом в экспедиции, которую он считал заранее обречённой на провал. Только через пять дней, на следующем собрании, Никий раскритиковал готовящуюся военную экспедицию. В результате афиняне решили ещё больше увеличить экспедиционные силы. Историк И. Е. Суриков предполагает, что в эти пять дней между одним народным собранием и другим произошла остракофория. На первом собрании и Алкивиад, и Никий как бы показали, что у них одна и та же позиция относительно Сицилийской экспедиции. В массе демоса наступило замешательство, вызванное тем, что они не понимали, против кого голосовать. Ранее, если бы они проголосовали за Алкивиада, то и за экспедицию на Сицилию, а если за Никия, то против экспедиции. Но теперь остракизм оказывался бесполезным, и в результате афиняне изгнали инициатора этой остракофории Гипербола.
За несколько дней до отплытия в Афинах произошёл потрясший всех инцидент. Ночью какие-то злоумышленники изуродовали гермы — чтимые изображения бога Гермеса, стоявшие на городских улицах. Началось следствие. Сначала поползли слухи, что это сделали коринфяне, желавшие задержать или сорвать экспедицию. Кое-кто видел в этом недоброе предзнаменование, но большинство афинян увидели в этом «обыкновенную пьяную выходку распущенных юнцов». Политические противники Алкивиада обвинили его и его гетерию в изуродовании герм. Некий Андрокл привёл нескольких рабов и метэков, которые якобы видели, что Алкивиад и его друзья изуродовали гермы. Они же сообщили, что Алкивиад совершил и другое кощунство: он и его друзья изображали на своих попойках священный религиозный ритуал — Элевсинские мистерии. Алкивиад потребовал немедленного суда, надеясь опровергнуть все обвинения. Однако его противники, опасаясь присутствия преданного ему флота, заявили, что лучше отложить это дело до окончания войны на Сицилии.
Алкивиад, Никий и Ламах отплыли в Сицилию на ста сорока триерах. Прибыв в Италию, афиняне взяли Регий. Затем они переправились на Сицилию и взяли Катану. На этом успешные действия Алкивиада закончились. За ним прибыл из Афин государственный корабль «Саламиния» с вызовом на суд. Он на своём корабле вместе с «Саламинией» отплыл из Сицилии, якобы в Афины. Однако в Фуриях Алкивиад и его друзья высадились на берег и скрылись. Люди с «Саламинии» после безуспешных поисков вернулись в Афины. Там Алкивиад был заочно приговорён к смертной казни, а его имущество конфисковано. Узнав об этом, Алкивиад воскликнул: «А я докажу им, что я ещё жив!».

## Алкивиад в Спарте
Тем временем сам он бежал из Фурий в Киллену в Элиде на Пелопоннесе и поселился в Аргосе. Но, опасаясь за свою безопасность, он начал переговоры со спартанцами о предоставлении политического убежища. При этом он пообещал спартанцам некоторые услуги и слово своё сдержал. Радостно встреченный в Спарте, он предложил им отправить на помощь Сиракузам спартанский отряд во главе с Гилиппом. Это в конечном счёте и привело к поражению афинян. После возобновления войны между Афинами и Спартой в 413 г. до н. э. Алкивиад предложил сменить тактику: вместо ежегодных летних вторжений из Пелопоннесса он предложил захватить крепость Декелею и превратить её в свой постоянный плацдарм в Аттике. Согласно Плутарху, «никакой другой удар не мог обессилить родной город Алкивиада столь же непоправимо».
В Спарте Алкивиад резко изменил свой образ жизни. Плутарх писал:

«Снискав добрую славу этой дальновидностью государственного мужа, ничуть не меньшее восхищение вызывал он и своею частной жизнью: чисто спартанскими привычками и замашками он окончательно пленил народ, который, видя, как коротко он острижен, как купается в холодной воде, ест ячменные лепешки и чёрную похлебку, просто не мог поверить, что этот человек держал когда-то в доме повара, ходил к торговцу благовониями или хоть пальцем касался милетского плаща».— 

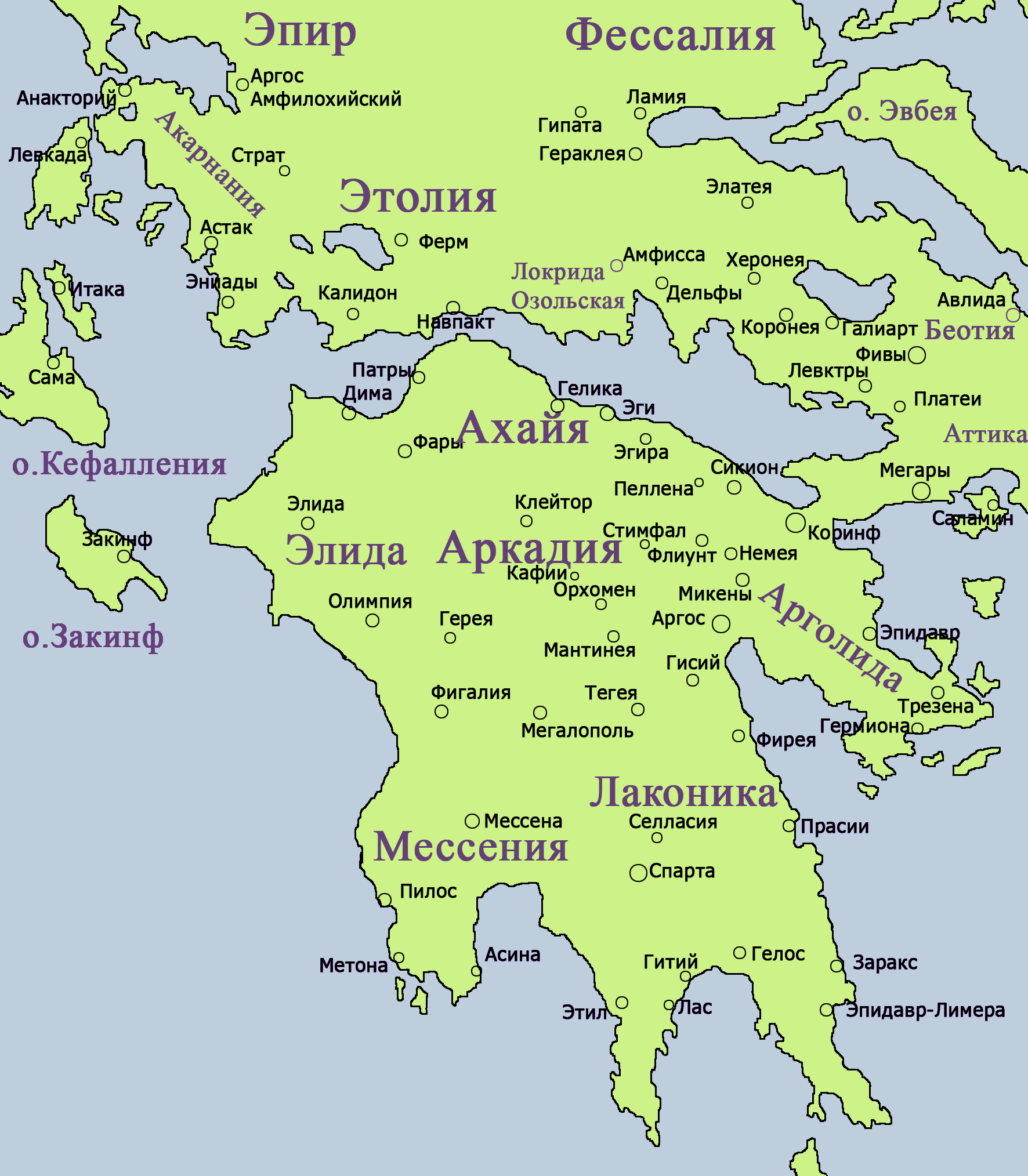
Пелопоннес и Средняя Греция в древности

Воспользовавшись отсутствием спартанского царя Агида II, который командовал спартанским гарнизоном в Декелее, он вступил в любовную связь с его женой Тимеей. Позже Тимея даже родила от Алкивиада сына, названного Леотихидом. Агид, поняв, что не может быть отцом ребёнка, отказался его признать и стал с тех пор врагом Алкивиада. Согласно Плутарху, Тимея была влюблена в Алкивиада, а Алкивиад вступил с ней в связь только из желания, чтобы Спартой правили его потомки. Если это было так, то замысел Алкивиада не удался: царём после смерти Агида стал его младший брат Агесилай.
В 413 году до н. э. начался последний период Пелопоннесской войны — Декелейская, или Ионийская война. Этот период начинался под знаком преимущества Спарты. От Афин начали отпадать её союзники по Архэ. Это серьёзно ослабляло финансовую мощь Афин, собиравших подати с союзников. Спартанцы договорились с персидским царём Дарием II и его малоазийскими сатрапами о финансовой помощи. Целью этой помощи было создание спартанского флота, который мог противостоять сильному афинскому флоту. Спарта обязывалась передать Персии греческие города Малой Азии, отвоёванные в ходе греко-персидских войн.
В 412 году до н. э. спартанский флот вышел в Эгейское море, чтобы помочь отпавшим от афинян полисам. Алкивиад находился при флоте и действовал очень удачно — «склонил к мятежу почти всю Ионию и вместе со спартанскими военачальниками причинил афинянам огромный урон». Между тем в Спарте его завистники и враги, в том числе Агид, отдали приказ убить Алкивиада. Узнав об этом, Алкивиад через некоторое время бежал к персидскому сатрапу Тиссаферну.
Алкивиаду удалось очаровать Тиссаферна, который, судя по античным источникам, ненавидел греков и греческий образ жизни. Тиссаферн следовал большинству советов Алкивиада и называл его другом. Также он переименовал в честь Алкивиада лучший из своих садов. Алкивиад призывал сатрапа уменьшить финансовую помощь спартанцам, указывая, что так будет легче действовать по принципу «Разделяй и властвуй». Находясь при дворе Тиссаферна, Алкивиад начал переговоры с афинянами с целью возвращения на родину. В афинском флоте, базировавшемся на Самосе, возникло движение в пользу Алкивиада. Тот писал в послании, что готов перейти на сторону Афин и склонить персов к помощи афинянам, но ставил условием ликвидацию афинской демократии и установление олигархического режима.

## Участие в войне на стороне Афин
В 411 году до н. э. уполномоченные от флота прибыли в Афины и свергли демократию. В полисе утвердился олигархический проспартанский режим (Совет 400). Они отнюдь не собиралась возвращать Алкивиада, так как планировали заключить мирный договор со Спартой. Афинский флот на Самосе отказался подчиняться олигархическому правительству. В Афинской державе оказалось два правительства. Моряки поддерживали демократический строй, так как набирались из беднейших слоёв граждан. Таким образом, они были кровно заинтересованы в существовании демократии. Моряки избрали стратегов и призвали Алкивиада командовать флотом. После его прибытия они предложили немедленно вести флот на Афины против олигархического режима, но Алкивиад решил не отвлекаться от основной задачи — борьбы со спартанским флотом. Прежде чем вернуться в родной город, Алкивиад решил зарекомендовать себя военными победами. А режим Четырёхсот вскоре был свергнут и заменён более умеренной олигархией, которая официально постановила вернуть Алкивиада из изгнания. Через некоторое время афинская демократия была полностью восстановлена.
С 411 года до н. э. начинается серия побед Алкивиада, в результате которой Пелопоннесская война была на грани перелома, а перевес оказался на стороне Афин. Сначала он с восемнадцатью кораблями направился в сторону Коса и Книда. Затем он получил известие, что спартанский флот под командованием Миндара идёт к Геллеспонту, а афинский флот гонится за ним. Алкивиад решил плыть на помощь другим стратегам. Его прибытие изменило ход битвы при Абидосе. Спартанцы уже побеждали афинян, когда появился Алкивиад и атаковал их. Спартанцы обратились в бегство, моряки бежали на сушу под защиту персидского сатрапа Фарнабаза.
После этой победы Алкивиад решил похвастаться успехом перед Тиссаферном и прибыл к нему на одной триере, взяв с собой подарки. Однако Тиссаферн, боясь царского гнева за нарушение соглашений со Спартой, посадил его в тюрьму в Сардах. Через месяц Алкивиаду удалось бежать в Клазомены. Затем Алкивиад вернулся в расположение афинского флота.

Кизик и окрестности

Между тем Миндар и Фарнабаз соединились и расположились в Кизике, а к афинскому флоту присоединились 20 кораблей под командованием Фрасибула и ещё 20 кораблей под командованием Ферамена. На протяжении нескольких лет три флотоводца — Алкивиад, Фрасибул и Ферамен — вели очень успешные действия против спартанцев. О каких-либо разногласиях или конфликтах между ними не сообщается в античных источниках. Видимо, Ферамен и Фрасибул признали Алкивиада верховным руководителем афинского флота. Алкивиад выступил с речью перед воинами, призывая дать сражение «на море, на суше и даже на стенах города». Затем он приказал скрытно выступить к Кизику под проливным дождём. В результате афинский флот отрезал флот Миндара от гавани Кизика. Боясь, что спартанцы отступят, увидев численное превосходство афинских судов, Алкивиад двинулся в атаку с сорока кораблями. В разгаре боя на спартанцев напали и все остальные афинские корабли. Спартанцы стали высаживаться на суше и обратились в бегство. Алкивиад немедленно высадился и преследовал отступающих. В этой резне погиб Миндар, а Фарнабаз сбежал. Спартанцы подверглись сокрушительному разгрому, их флот был уничтожен и захвачен, главнокомандующий погиб. Афиняне заняли Кизик, перебив небольшой спартанский гарнизон. В городе Хрисополь Алкивиад учредил таможню для взимания десятипроцентной пошлины с кораблей, идущих из Чёрного моря в Эгейское. Благодаря этому Афины получили новый источник доходов.
В 410 году до н. э. армия Алкивиада базировалась в Лампсаке. Алкивиад соединился с Фрасиллом, и они совместно двинулись на Абидос. Против них выступил Фарнабаз с персидской конницей. Афиняне одержали победу в конном бою и до ночи преследовали персов.
В 409 году до н. э. Алкивиад выступил против Халкедона и Византия, бывших афинских союзников, которые перешли на сторону Спарты. Узнав о приближении афинян, халкедонцы собрали своё имущество и вывезли в дружественную им Вифинию, отдав на хранение фракийцам. Тогда Алкивиад прибыл в Вифинию и стал требовать выдачи имущества халкедонцев, угрожая войной в случае отказа. Фракийцы отдали ему имущество халкедонцев и заключили с ним мирный договор. После этого Алкивиад приступил к осаде Халкедона. Он окружил город стеной от моря до моря. Попытка вылазки осаждённых во главе со спартанским гармостом (наместником) Гиппократом закончилась неудачей, а сам Гиппократ пал в бою. Затем Алкивиад отплыл в Геллеспонт для сбора податей и взял город Селимбрию. Тем временем стратеги, осаждавшие Халкедон, заключили с Фарнабазом соглашение, по которому последний обязался выплатить контрибуцию, Халкедон возвращался в состав Афинской державы, а афиняне обязались более не разорять Даскилею, сатрапию Фарнабаза. Когда вернулся Алкивиад, Фарнабаз уговорил и его дать клятву соблюдать заключённое в Халкедоне соглашение.
После падения Халкедона афиняне в 408 году до н. э. осадили Византий. Афиняне снова стали окружать город стеной, рассчитывая взять Византий измором. В городе находился спартанский гарнизон во главе с гармостом Клеархом, а также союзные периэки, мегарцы и беотийцы. В уверенности, что никто не сдаст город афинянам, Клеарх уплыл к Фарнабазу за финансовой помощью. Когда он уплыл, несколько византийцев решили сдать город афинянам. Ночью заговорщики открыли ворота города. Афиняне немедленно заняли город и принудили силы Пелопоннесского союза сдаться. Византий пал. Черноморские проливы были полностью очищены от спартанских и персидских сил; афиняне восстановили контроль над этим стратегически важным регионом.

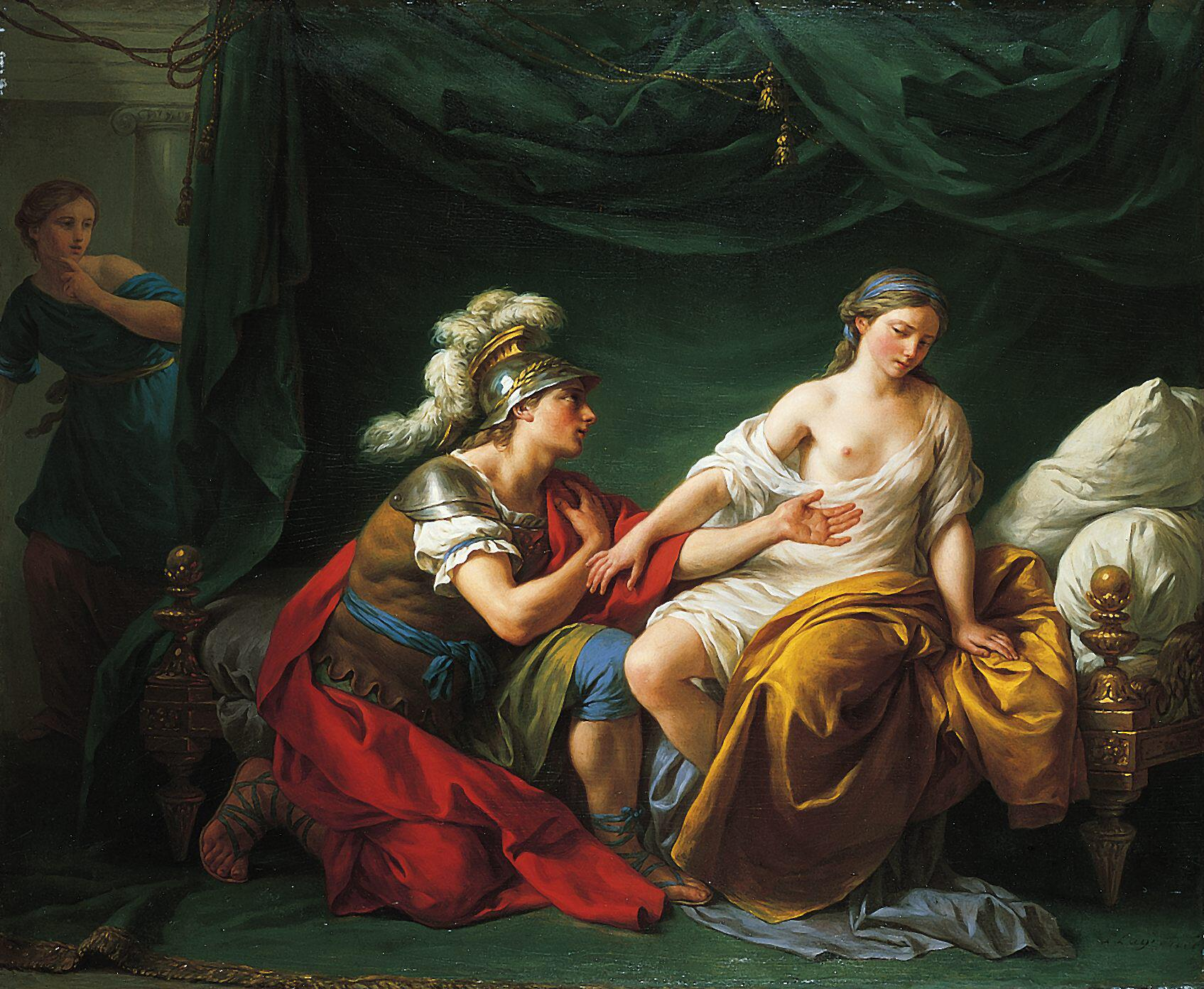
Алкивиад на коленях перед любовницей, Лагрене

Теперь Алкивиад стремился на родину в ореоле победителя. В Афинах тем временем Алкивиада избрали стратегом. Тем не менее его угнетали некоторые опасения, поэтому он сначала приказал разведать, как к нему относятся в Афинах. Весной 407 года до н. э. Алкивиад со всем блеском прибыл в Пирей во главе победоносного флота. Весь город, ликуя, вышел встречать победителя. Однако не без робости подплывал он к пристани и, только когда увидел своего двоюродного брата Эвриптолема, сошёл на берег. Он был радостно встречен народом. Затем он выступил в Народном собрании, попеняв народу за его изгнание, и внушил афинянам надежду на победу. Вскоре он был избран стратегом-автократором — главнокомандующим сухопутных и морских сил с неограниченными полномочиями. Это была высшая точка его карьеры. Алкивиад решил организовать торжественную процессию из Афин в Элевсин в «Храм двух богинь», часть Элевсинских мистерий. С тех пор как спартанцы заняли Декелею, проводить такую процессию стало небезопасно. Афиняне были вынуждены проводить процессию морем. Но Алкивиаду удалось в положенный срок организовать процессию в полном соответствии с древними обычаями, снабдив её сильной вооружённой охраной. Спартанцы не осмелились напасть на неё. По мнению И. Е. Сурикова, Алкивиад стремился стереть у народа память о профанировании им Элевсинских мистерий в 415 году до н. э., за которое он был осуждён, и выставить себя защитником и покровителем однажды поруганных им святынь.
Вскоре Алкивиад провёл набор войска и отправился с флотом против восставшего Андроса. Он нанёс поражение андросцам и поддерживавшим их спартанцам, но сам город не взял. Теперь народ требовал от него ещё более крупных побед. Однако Алкивиад был стеснён в финансовых средствах. Ему приходилось часто отлучаться для поиска финансовых средств для жалованья морякам. В 406 году до н. э., отправляясь за жалованьем, Алкивиад оставил командующим флотом Антиоха, приказав ему не вступать в бой со спартанцами. Тот нарушил приказ и потерпел поражение от спартанского наварха Лисандра в сражении при Нотии. Узнав об этом, Алкивиад вернулся на Самос и попытался дать Лисандру новый бой, но тот остался в гавани.
Фрасибул, сын Фрасона, отплыл в Афины и стал обвинять Алкивиада в Народном собрании в том, что он оставил командование недостойным людям, а сам уплыл, чтобы развлечься в обществе абидосских и ионийских гетер. В результате афиняне отстранили его от командования и назначили взамен десять стратегов. Алкивиад, опасаясь гнева народа, решил отправиться в изгнание.

## Изгнание и гибель
Он отплыл с Самоса на одной триере на Херсонес Фракийский и поселился в собственном замке. Набрав отряд наёмников и завязав дружественные отношениями с фракийскими царями Севтом и Медоком, он начал помогать им в военных походах против неподвластных им фракийцев.

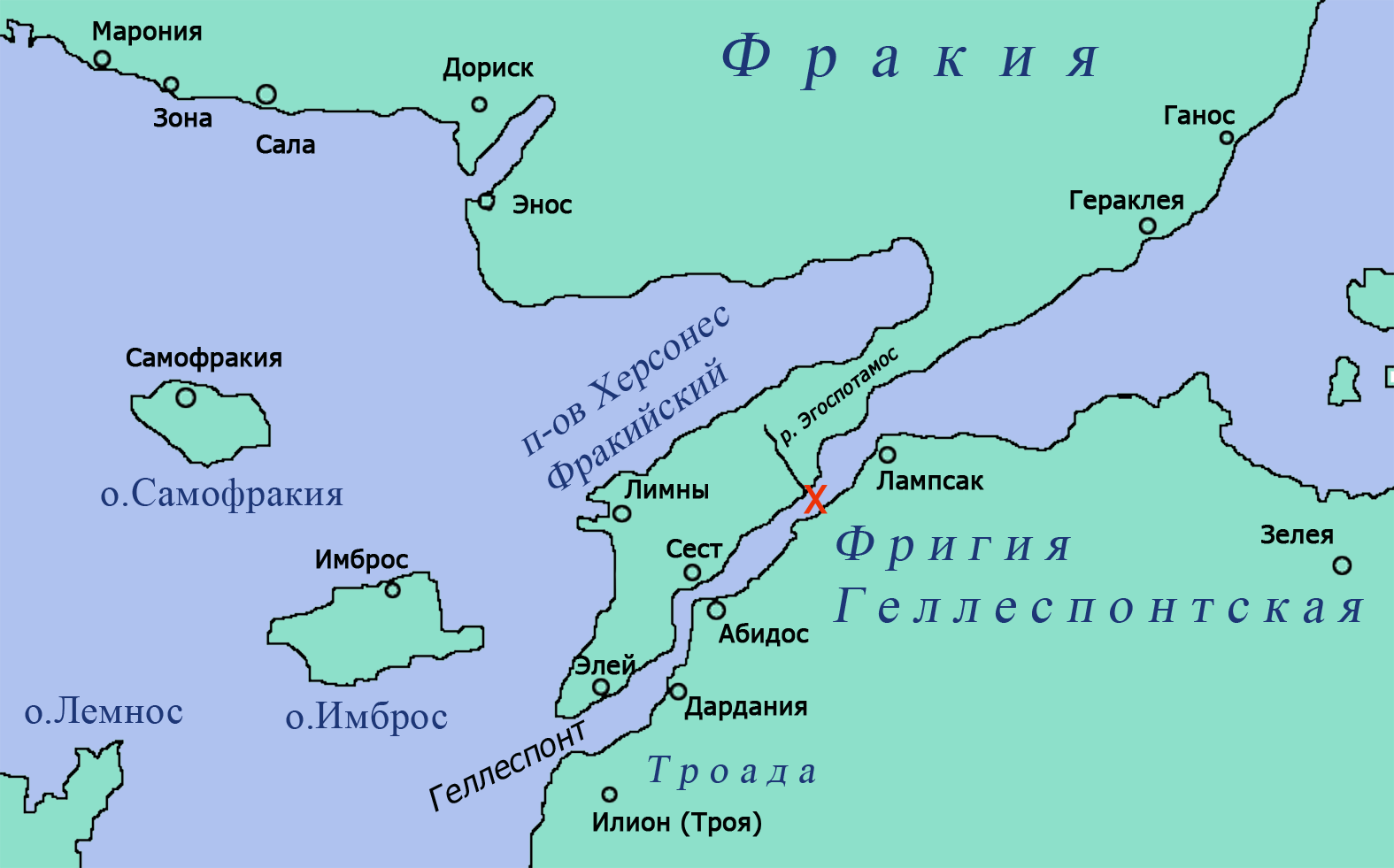
Геллеспонт. Место сражения при Эгоспотамах указано красным крестиком

В 405 году до н. э. афиняне вели военные действия против спартанцев близ Херсонеса Фракийского. Афинским флотом командовали стратеги Тидей, Менандр и Адимант. Афиняне стояли на европейском берегу Геллеспонта, неподалёку от замка Алкивиада, а спартанцы — на правом. Афиняне пытались вызвать спартанцев на сражение, совершая у них на глазах манёвры в водах пролива. Но спартанский наварх Лисандр не поддавался на провокации и сохранял демонстративное бездействие, при этом зорко наблюдая за действиями афинян.
Алкивиад прибыл на коне к стоянке афинского флота и указал стратегам на то, что выбранное ими место для стоянки флота весьма уязвимо и неудачно, так как поблизости нет ни гаваней, ни городов. Он предлагал им увести корабль в Сест, ближайшую гавань, на что стратеги ответили отказом, а Тидей велел ему убираться, добавив: «Теперь не ты стратег, а другие». Через несколько дней Лисандр, застигнув афинян врасплох, наголову разгромил их. Это поражение афинян стало решающим: господствующий на море спартанский флот осадил Афины, и афиняне вынуждены были сдаться в 404 году до н. э.
Опасаясь спартанцев, Алкивиад решил перебраться в Вифинию. Но там его обобрали разбойники-фракийцы, и он отдался под покровительство персидского сатрапа Фарнабаза. Сатрап гостеприимно его принял и поселил в своих владениях, в селении Гриний в той же Вифинии. Согласно Плутарху и Непоту, Алкивиад даже хотел отправиться ко двору персидского царя Артаксеркса II, куда он надеялся попасть с помощью Фарнабаза.

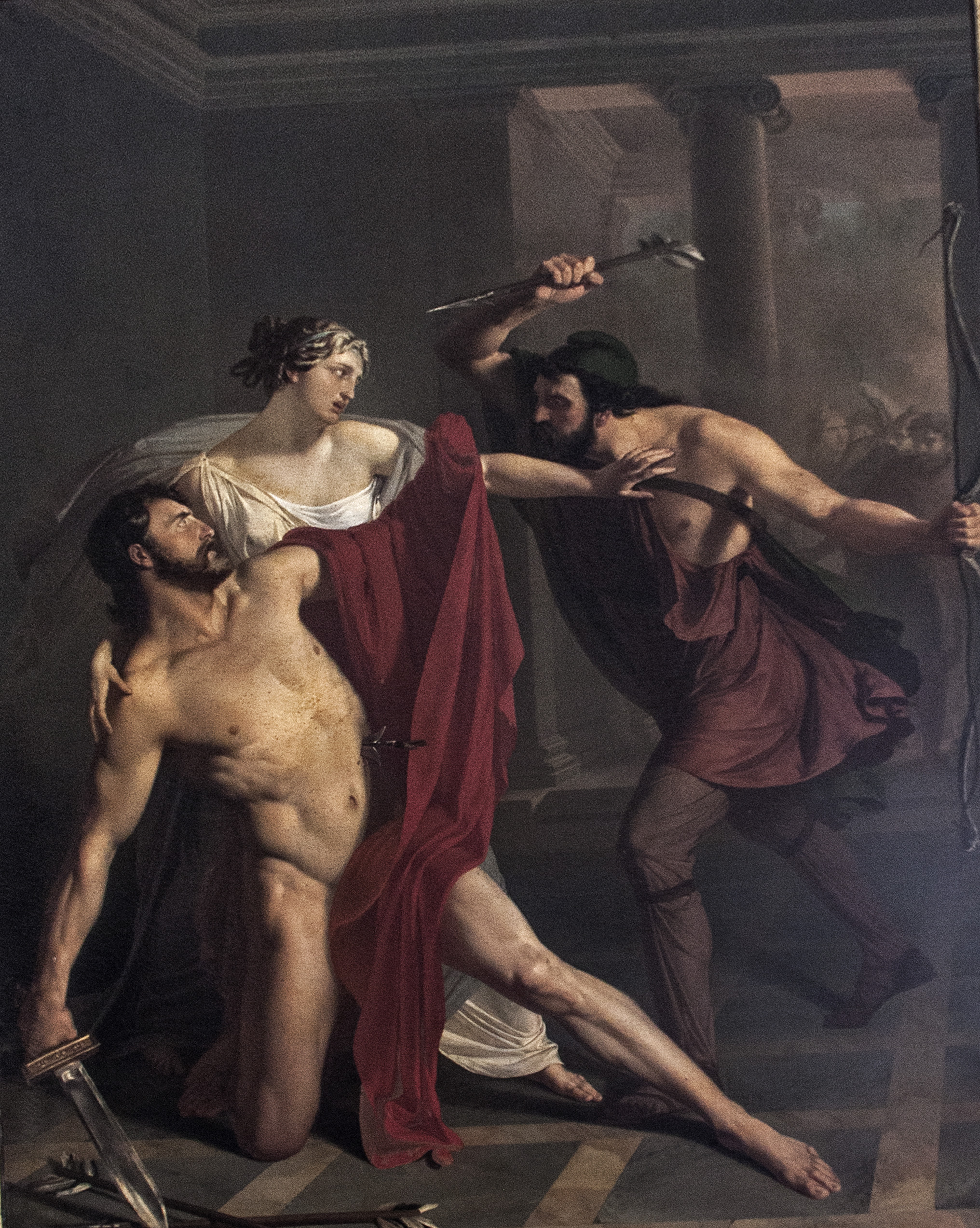
Мишель де Наполи (1808—1892). «Смерть Алкивиада» (около 1839), Национальный археологический музей Неаполя

В Афинах демократия была ликвидирована, и по предложению Ферамена было организовано правительство из Тридцати тиранов. Фактический лидер правительства, Критий, видел в Алкивиаде опасного конкурента, который мог бы стать вождём демократических сил. Согласно Плутарху, и в среде афинского народа, недовольного террором Тридцати тиранов, назревало движение в пользу Алкивиада. Критий внушил Лисандру, что Алкивиад может помешать спартанской гегемонии над Грецией. Лисандр согласился с его доводами. К тому же, из Спарты ему пришло письмо, в котором приказывалось убить Алкивиада. Лисандр отправил Фарнабазу письмо с просьбой умертвить Алкивиада. Фарнабаз поручил это дело своему брату Багею и дяде Сузамитре. В это время Алкивиад жил вместе с гетерой Тимандрой. Плутарх так описывал смерть Алкивиада:
«Войти в дом убийцы не решились, но окружили его и подожгли. Заметив начавшийся пожар, Алкивиад собрал все, какие удалось, плащи и покрывала и набросил их сверху на огонь, потом, обмотав левую руку хламидой, а в правой сжимая обнажённый меч, благополучно проскочил сквозь пламя, прежде чем успели вспыхнуть брошенные им плащи, и, появившись перед варварами, рассеял их одним своим видом. Никто не посмел преградить ему путь или вступить с ним в рукопашную, — отбежав подальше, они метали копья и пускали стрелы. Наконец Алкивиад пал, и варвары удалились; тогда Тимандра подняла тело с земли, закутала и обернула его в несколько своих хитонов и с пышностью, с почётом — насколько достало средств — похоронила».

## Личность
Как писали позднейшие историки, уже в юношеском возрасте, вместе с благородными чертами характера и неплохими способностями он проявлял себялюбие, легкомыслие, дерзость, высокомерие и страстное стремление быть повсюду первым. Его красота, высокое происхождение и влияние Перикла приобрели ему множество друзей и почитателей; большое влияние на него имел также Сократ, но хорошие стороны его характера не могли уже одержать верх над дурными. В то же время он имел дефект речи (картавость), которую от него унаследовали и его сыновья.

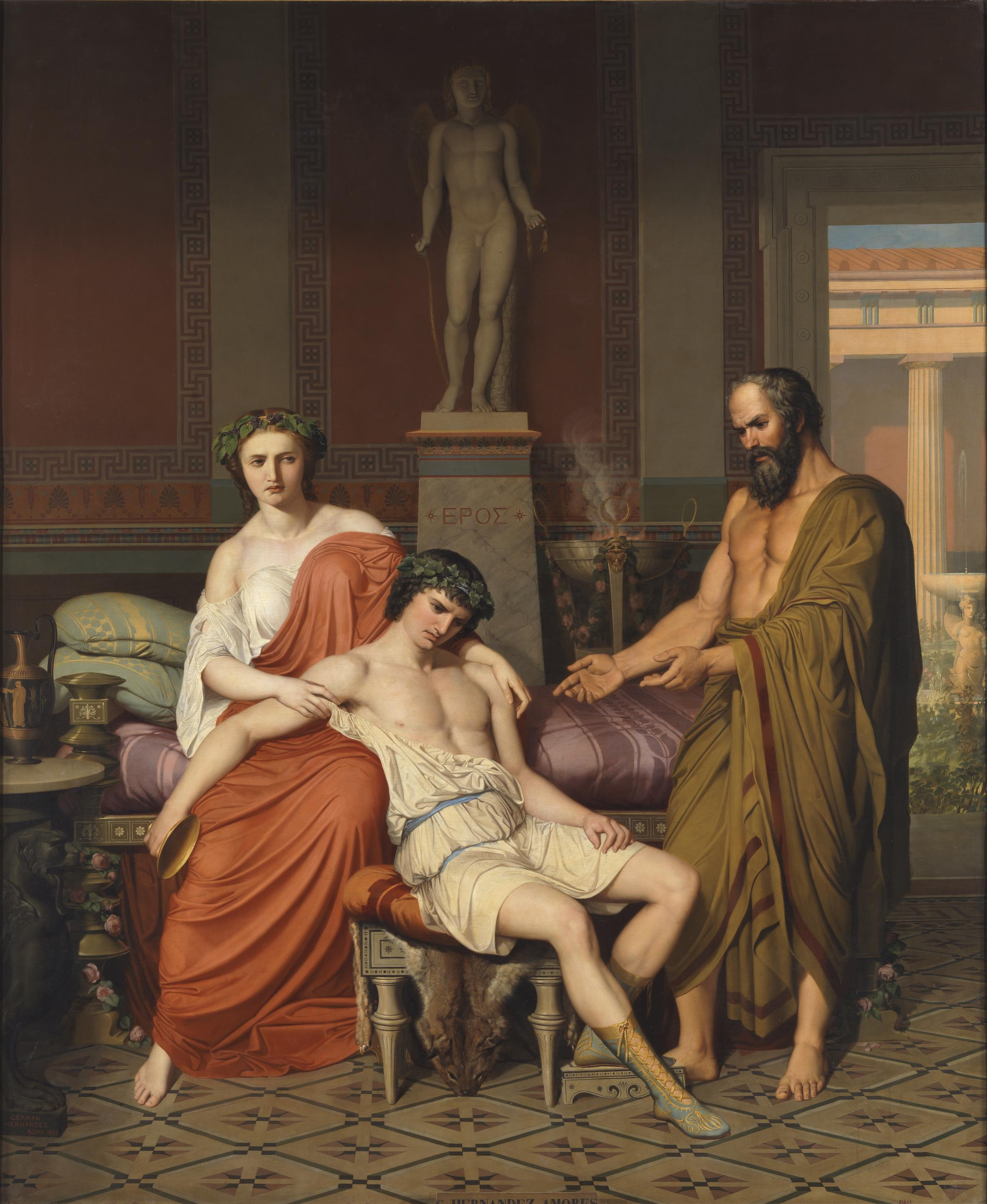
Сократ делает выговор Алкивиаду в доме куртизанки.

### Личная жизнь
С 447 года до н. э. Алкивиад воспитывался в доме Перикла. Его опекунами стали Перикл и его брат Арифрон. В условиях всеобщего почитания Алкивиад вырос крайне развращённым. Уже в юности он вёл экстравагантную жизнь, полную беспорядочных любовных связей с гетерами и любовниками. Историк Эдуард Мейер высказывал предположение, что Перикл прочил Алкивиада в свои политические преемники, так как у его сыновей Ксантиппа и Парала не было никаких особых талантов. Алкивиад, скорее всего, испытывал ревность к лидеру афинского полиса, а друзья Алкивиада нашёптывали ему взять власть в полисе в свои руки.
Большое значение для Алкивиада имели его отношения с Сократом. В то время как других привлекала красота Алкивиада, Сократ увидел его добрые природные качества, которые философ старался развить в мальчике.
Алкивиад женился на Гиппарете, дочери Гиппоника из рода Кериков, взяв с неё приданое в 10 талантов. После того как она родила ему сына, Алкивиад потребовал ещё десять талантов, «утверждая, будто таков был уговор на случай, если появятся дети». Затем Алкивиад начал ей изменять с гетерами. Тогда она ушла к своему брату Каллию и решила подать на развод. Когда она пришла на Агору, чтобы подать архонту требование о разводе, появившийся Алкивиад «внезапно схватил её и понёс через всю площадь домой». От её брака с Алкивиадом родилось двое детей: сын Алкивиад и дочь, имя которой неизвестно.
Также Алкивиад имел сына Леотихида от спартанской царицы Тимеи. Находясь на Самосе в 411 году до н. э., он успел прижить детей с некоторыми самосскими аристократками. Впоследствии их потомки возводили своё происхождение к Алкивиаду, как, например, историк эллинистической эпохи Дурид.

### Политические взгляды

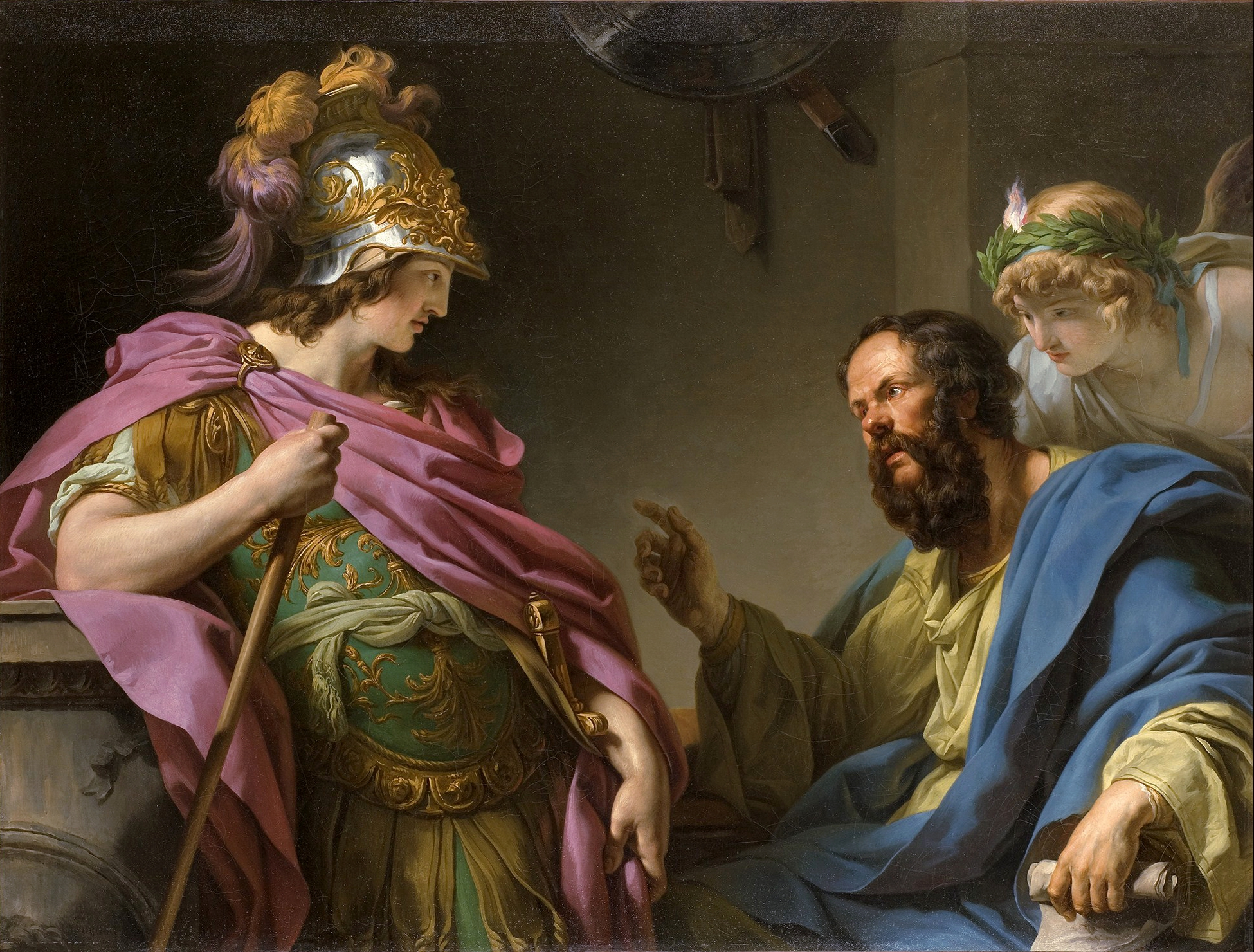
Алкивиад получает уроки от Сократа.

В учении Сократа его привлекали в первую очередь его аристократические и антидемократические стороны. Сократ считал, что управление полисом должно быть в руках «лучших» людей. Алкивиад, зная про свои таланты, причислял себя к этим «лучшим» людям и втайне стремился к тиранической власти в полисе. Плутарх рассказывает одну историю, которая характеризует его склонность к тирании. Однажды он пришёл к Периклу, но ему сказали, что Перикл занят — он размышлял над отчётом народному собранию. Тогда Алкивиад, уходя, сказал: «А не лучше ли было бы ему подумать о том, как вообще не давать отчётов?» Однако, будучи осторожным, он не стал открыто показывать своё стремление к тирании, а создал гетерию, которая по своей сути была антидемократической. Начав политическую деятельность, Алкивиад в течение последующих пяти лет набирал популярность в полисе.
После триумфального возвращения Алкивиада в Афины многие ожидали, что он захватит власть в полисе. «Какого взгляда насчёт тирании держался сам Алкивиад, нам неизвестно», — писал Плутарх. Однако он не сделал этого шага. Причина этого точно неизвестна. Историк И. Е. Суриков считает, что в его сознании были ещё очень сильны элементы полисного менталитета: он вырос и сформировался как личность в обстановке афинской демократии, при которой была сильна ненависть к тирании.

### Ораторские способности
Алкивиад был наделён даром красноречия, несмотря на свою картавость. Это имело большое значение в условиях афинской демократии, когда все вопросы государственной жизни решались в ходе открытого обсуждения. Плутарх писал об ораторском таланте Алкивиада:
«Хотя происхождение, богатство, выказанное в битвах мужество, поддержка многочисленных друзей и родственников открывали ему широкий доступ к государственным делам, Алкивиад предпочитал, чтобы влияние его в народе основывалось прежде всего на присущем ему даре слова. А что он был мастер говорить, об этом свидетельствуют и комики, и величайший из ораторов, который в речи против Мидия замечает, что Алкивиад, кроме всех своих прочих достоинств, был ещё и на редкость красноречив. Если же верить Феофрасту, человеку чрезвычайно широкой начитанности и самому основательному знатоку истории среди философов, Алкивиаду не было равных в умении разыскать и обдумать предмет речи, но если приходилось выбрать, не только что, но и как следует говорить, в каких словах и выражениях, он часто испытывал неодолимые трудности, сбивался, останавливался посреди фразы и молчал, упустив нужное слово и стараясь снова его поймать».

### Полководческий талант
В военной сфере Алкивиад отводил большую роль военно-морскому флоту и расширению сферы его использования (действия на морских коммуникациях, блокада побережья, вторжение с моря на территорию противника). В начале Сицилийской экспедиции Алкивиад достиг ряда значительных успехов, что стало его первым опытом командования войсками и подтвердило его выдающийся полководческий талант. Однако наиболее ярко его способности проявились в ходе кампании в Мраморном море, которая проходила в 411—408 годах до н.э. Результаты этой кампании оказали серьёзное влияние на ход Пелопоннесской войны, приведя её на грань перелома и обеспечив перевес на стороне Афин.

## Алкивиад в искусстве и литературе
Жизнь и деятельность Алкивиада подробно описаны в античных источниках. В «Истории» Фукидида и «Греческой истории» Ксенофонта Алкивиад является одним из главных действующих лиц. Фукидид рассказал о начале его карьеры, а Ксенофонт — о её завершающем этапе. Оба историка были современниками событий и лично знали Алкивиада. Кроме них, современником событий был комедиограф Аристофан, в произведениях которого неоднократно упоминается Алкивиад. Из современников Алкивиада о нём писал и его враг Антифонт — оратор, создавший «Поношения Алкивиада». Это был политический памфлет, содержавший личные нападки и написанный, вероятно, в 410-х годах до н. э.
Часто писали об Алкивиаде авторы IV века до н. э. (Лисий, Андокид, Исократ, Демосфен). Он является одним из героев в нескольких диалогах Платона, в частности, в «Пире». Два платоновских диалога носят названия «Алкивиад I» и «Алкивиад II». В отличие от Платона, Аристотель почти совсем не упоминает Алкивиада в своих трактатах.
О деятельности Алкивиада писали более поздние авторы Диодор и Юстин. Сохранились две биографии Алкивиада. Более ранняя из них написана римским биографом I века до н. э. Корнелием Непотом. Это жизнеописание короткое и конспективное, и в нём есть фактические ошибки. Другой автор, Плутарх, написал жизнеописание Алкивиада, которое является очень подробным и информативным источником.
Алкивиад появляется в романах Мэри Рено («Последние капли вина», 1956) и Розмэри Сатклиф («Цветы Адониса», 1969).
В видеоиграх
- Алкивиад появляется в игре Assassin’s Creed Odyssey, разработанной Ubisoft Quebec и выпущенной в 2018 году.
- Алкивиад является одним из действующих персонажей в стратегической игре Hegemony: Philip of Macedon, выпущенной в 2010 году.

### Исследования
- Кузищин В. И. История Древней Греции. — М.: Высшая школа, 1996. — ISBN 978-5-7695-7746-8.
- Лурье С. Я. История Греции. — СПб.: Издательство С.-Петербургского ун-та, 1993. — 680 с.
- Сергеев В. С. История Древней Греции. — СПб.: Полигон, 2002. — 704 с. — ISBN 5-89173-171-1.
- Суриков И. Е. Античная Греция: политики в контексте эпохи. Година междоусобиц. — М.: Русский Фонд Содействия Образованию и Науке, 2011. — 328 с. — ISBN 978-5-91244-030-4.
- Суриков И. Е. Перикл и Алкмеониды // Вестник древней истории. — 1997. — Вып. 223, № 4. — С. 14—35.
- Heftner H. Alkibiades. Staatsmann und Feldherr. — Primus Verlag, 2011. — 240 с.
- Toepffer J[нем.]. Alkibiades 1 :  [нем.] // Paulys Realencyclopädie der classischen Altertumswissenschaft. — Stuttgart : J.B. Metzler[нем.], 1894. — Bd. I,2. — Kol. 1515—1516.